# آشپزی سنت لوسیایی
آشپزی سنت لوسیان ترکیبی از سبک‌های فرانسوی، هند شرقی و بریتانیایی است. قبل از استعمار، کارائیبی‌ها و آراواک‌ها جزیره را اشغال کردند و با میوه‌ها و سبزیجات طبیعی مختلف مانند انبه، پرتقال، نارنگی، آووکادو و میوه‌های درخت نان زنده ماندند.

## غذاهای محلی

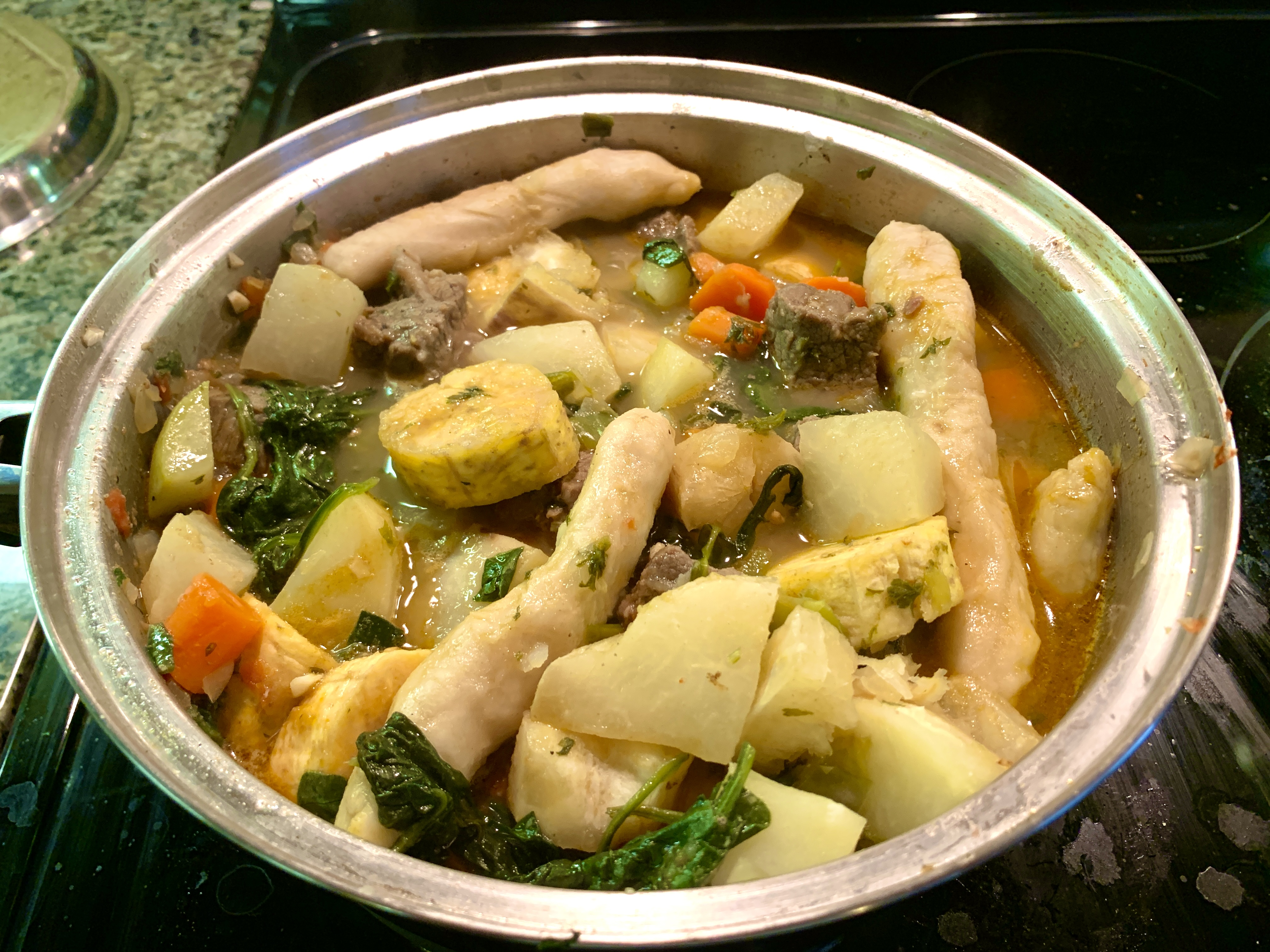
بویون

سنت لوسیا به خاطر غذای ملی خود متشکل از موز سبز و ماهی شور شناخته شده است که در محلی به نام انجیر سبز و ماهی شور شناخته می‌شود. میوه نان و ماهی شور نیز یک جایگزین مورد علاقه مردم محلی است.

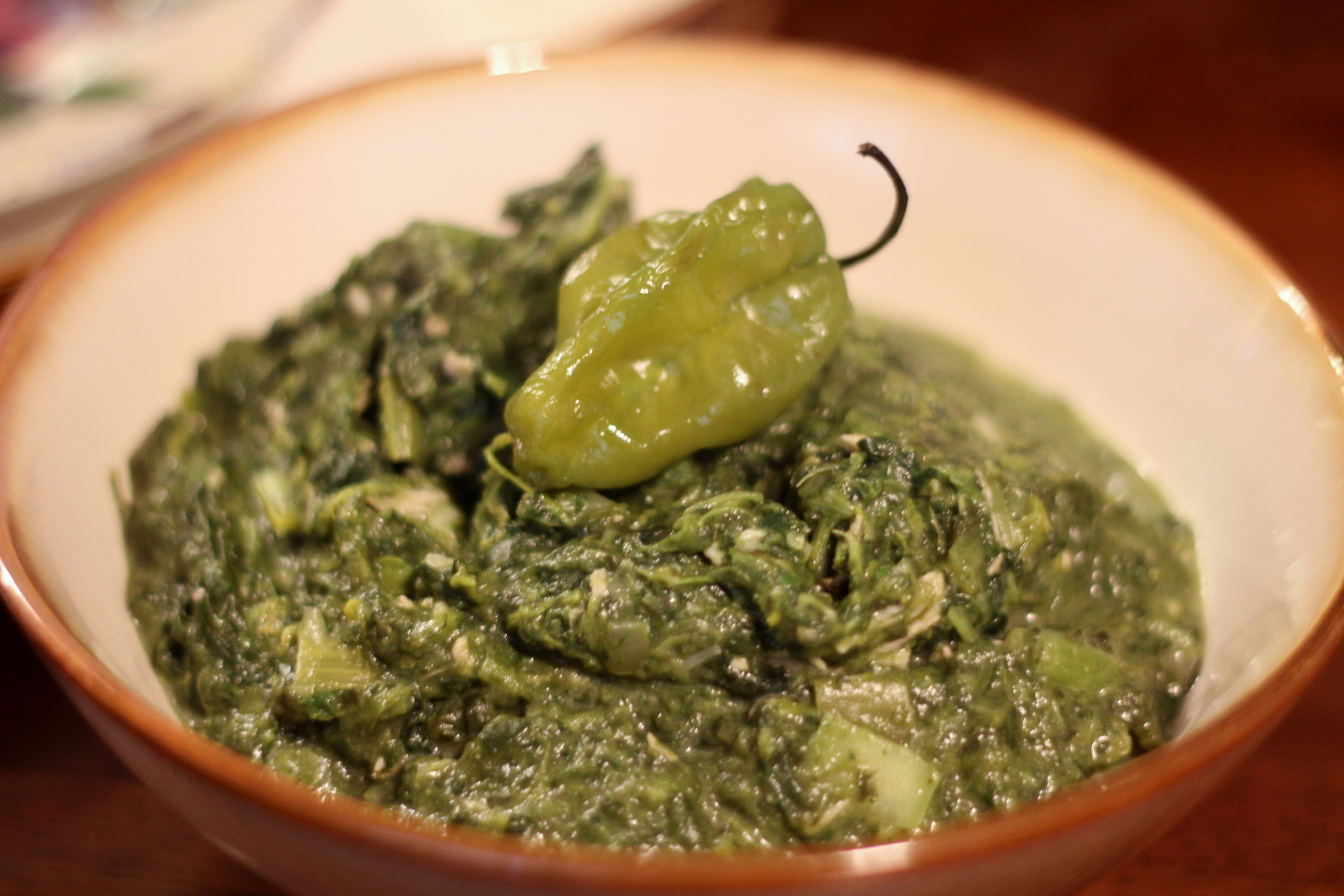
کالالو

غذاهای ویژه دیگر عبارتند از غذای معروف به بویون، که یک سوپ غلیظ لوبیا قرمز است که از گوشت، غذاهای کوبیده (گیاهان غده‌ای له شده) و سبزیجات تشکیل شده است. از دیگر غذاهای محلی محبوب می‌توان به سوپ کالالو، آکرا (یک میان‌وعده سرخ شده مرکب از آرد، تخم مرغ، چاشنی و ماده اصلی ماهی شور که معمولاً در نزدیکی عید پاک تهیه می‌شود)، سالاد موز سبز، چای کاکائو (یک نوشیدنی صبحانه سنتی داغ با ادویه) و کیک (که یک نان سرخ شده است) و در میان دیگران به آن نان سرخ شده اشاره می‌شود.

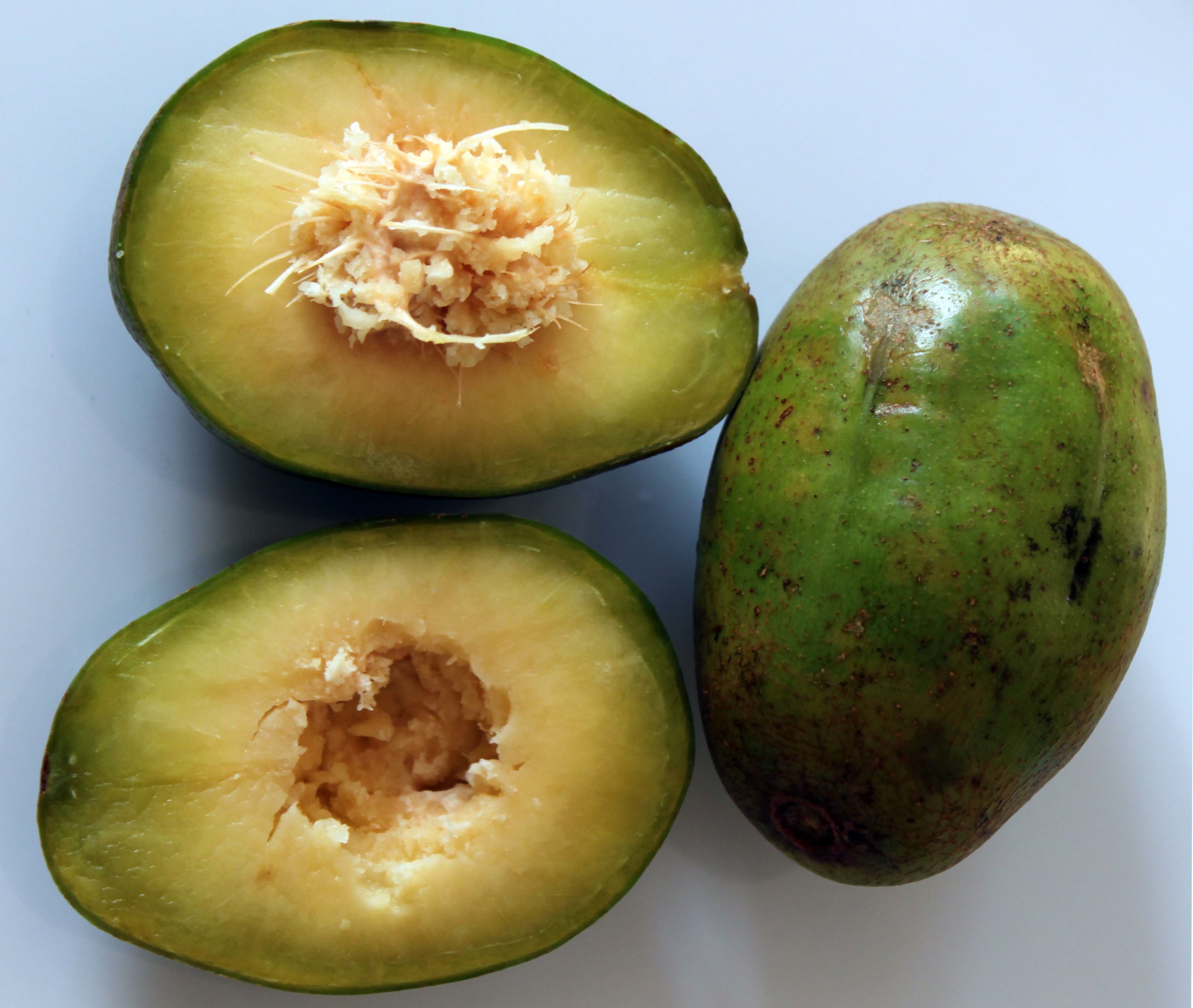
سیب طلایی

تأثیر ساکنان بریتانیایی و هندی این جزیره در انواع ادویه‌های مورد استفاده در آشپزی آن دیده می‌شود که شامل سیر، دارچین، جوز هندی، کاکائو، جعفری، میخک و فلفل دلمه ای می‌شود. طیف گسترده‌ای از میوه‌های محلی مانند سیب طلایی، انبه، میوه ستاره‌سان، تمر هندی برای تهیه آب میوه استفاده می‌شود، اگرچه به نظر می‌رسد آب لیموترش (کدو لیمو) در کنار غذاهای لذیذ محلی، انتخاب محبوب‌تری باشد.